# Thomas Phillips (lekkoatleta)
Thomas Phillips (ur. 23 kwietnia 1989) – brytyjski lekkoatleta specjalizujący się w biegu na 400 oraz 400 metrów przez płotki
Wraz z kolegami z reprezentacji został w 2011 wicemistrzem Europy młodzieżowców w biegu rozstawnym 4 x 400 metrów. 
Rekordy życiowe: bieg na 400 metrów – 47,05 (16 maja 2009, Irvine); bieg na 400 metrów przez płotki – 49,78 (26 czerwca 2011, Bedford).  

## Osiągnięcia
| Rok  | Impreza                        | Miejsce | Konkurencja        | Lokata     | Wynik   |
| ---- | ------------------------------ | ------- | ------------------ | ---------- | ------- |
| 2011 | Młodzieżowe mistrzostwa Europy | Ostrawa | sztafeta 4 x 400 m | 2. miejsce | 3:03,53 |